# 加氧酶
加氧酶（Oxygenase），EC号为1.13或1.14，是使一个或多个氧分子中的氧原子与底物相结合的氧化酶的总称。反应常伴随着芳香环的开裂，大多需要消耗NADH或者NADPH。

## 单加氧酶
单加氧酶（monooxygenase）在催化反应中，仅结合一个氧分子中的原子氧，且必需存在另一原子氧的氢供体（NADPH等）。因此，单加氧酶总是需要NADH或者NADPH才能作用，也常常依赖于FAD或Fe2+。
单加氧酶又称为混合加氧酶，因为反应中它总需要其他的电子供体，来还原氧分子中的另一个氧原子为水分子。
单加氧酶催化反应：
1. 芳香环单羟基化
2. 双碳键断裂形成环氧化合物
3. 结合氧原子

## 双加氧酶
使氧分子中的两个氧原子全部与底物结合的加氧酶，称为双加氧酶（dioxygenase）。反应通常也消耗NADH或者NADPH，并同样可能依赖于FAD或Fe2+。
双加氧酶催化反应：
1. 芳香环双羟基化
2. 环裂开

## 发现
加氧酶在1955年同时由两个课题组——日本的早石修课题组与美国的Howard S. Mason课题组，其中早石修因此获得了1986年的沃尔夫医学奖。